# 八七讲话
八七讲话，又称王力八七讲话，是1967年8月7日中央文革小组王力把外交部造反派代表找到钓鱼台国宾馆面授机宜，煽动批判中华人民共和国外交部长陈毅并向外交部夺权的一次政治事件。

## 概述
1967年夏，正值文革期间，中央文革小组成员王力、关锋、戚本禹等人乘机过问外交工作。他们主要目的在于打倒与周恩来关系密切的外交部主要负责人，并夺权外交部。1967年8月7日，王力把外交部造反派代表叫到钓鱼台国宾馆当面讲话，煽动对外交部长陈毅进行批判并夺权外交部。王力表示，批斗陈毅大方向是对的，不能不动外交部领导班子，并宣称对“革命”不利、不合理的要监督掉，还要改变外交部现有制度。
在这一讲话传达后，外交部秩序大为混乱。1967年8月16日，造反派把时任主持外交部日常工作的副部长姬鹏飞、乔冠华关押进地下室，夺取外交部的主要领导权力。至此，外交部一度失控。造反派听命于中央文革小组而绕过周恩来，更不请示毛泽东，并以外交部名义对外发号施令，造成恶劣影响。
8月20日，外交部以港英当局迫害香港爱国新闻工作者为理由，向英国驻华代办发出照会。8月22日晚，北京外国语学院等十几个单位的造反派来到英国驻华代办处门前，召开“声讨英帝反华罪行大会”，并示威游行。会后，红卫兵们以港英当局未在48小时内答复外交部照会为由，衝入代办处放火。这一放火事件使中国领导人意识到外交机构失控的严重危害，故领导人们开始采取措施制止失控。
8月23日凌晨，周恩来紧急召见外事口的造反派代表，对放火及外交部夺权事件提出严厉批评。为防事态扩大化，周恩来于8月25日凌晨委托杨成武马上飞回上海向南巡中的毛泽东汇报。同日，毛听取了杨的汇报，并看了周恩来委托杨报送的“八七讲话”的记录稿，十分愤怒。8月26日，他对杨成武指出，“王、关、戚”破坏文革，不是好人，并要求他只向总理一人报告，把他们抓起来，同时要求总理负责处理。毛泽东还对“王八七讲话”批示：“大、大、大毒草。”稍后，毛又对杨说，将戚的问题稍缓一下处理。
当天中午，杨成武返京，向周恩来汇报毛泽东的指示。周恩来立即主持中央文革碰头会传达毛的决定，将王、关隔离审查。翌年1月，戚本禹也被隔离审查。至此，中央文革小组不再能控制外交部门，外交机构失控现象基本上可控。同时，周恩来重新控制外交机构，并直接对毛泽东和中央政治局负责。

## 相关
- 王、关、戚事件